# Tonight: Franz Ferdinand
Tonight: Franz Ferdinand — третий студийный альбом шотландской группы Franz Ferdinand, релиз которого состоялся 26 января 2009 года. 10 января 2009 года произошла утечка альбома в Интернет.
По словам Алекса Капраноса, пластинка получилась более танцевальной, чем предыдущие работы группы, что отразилось в её названии:
В нём прослеживается отчётливое влияние диско. Хотя сами песни не обязательно выдержаны в этом стиле, они всё же построены вокруг диско-бита и заставляют вас двигаться в этом ритме.
В августе состоялась премьера первой песни с альбома — «Lucid Dreams». Её можно прослушать на официальном сайте группы или приобрести в iTunes, кроме того, она вошла в саундтрек к игре Madden NFL 09. Тем не менее, музыканты не считают эту песню синглом. В альбом она вошла в другой, значительно более продолжительной, версии.
17 ноября 2008 года состоялась радиопремьера первого сингла с альбома — «Ulysses»; со 2 декабря она также доступна на iTunes. Релиз этого сингла на физическом носителе был запланирован на 19 января.

## Список композиций
1. «Ulysses» (3:13)
2. «Turn It On» (2:23)
3. «No You Girls» (3:44)
4. «Send Him Away» (3:01)
5. «Twilight Omens» (2:32)
6. «Bite Hard» (3:31)
7. «What She Came For» (3:28)
8. «Live Alone» (3:36)
9. «Can’t Stop Feeling» (3:05)
10. «Lucid Dreams» (7:58)
11. «Dream Again» (3:20)
12. «Katherine Kiss Me» (2:56)

Бонус-треки, доступные через iTunes в США и Канаде:
1. «Lucid Dreams» (Pre-Album Version)
2. «Ulysses» (The Disco Bloodbath Effect) [Pre-Order Only]
3. «Feeling Kind of Anxious» [Pre-Order only]

Blood: Tonight (Специальное двухдисковое издание):
1. «Feel the Pressure»
2. «Die on the Floor»
3. «Vaguest of Feeling»
4. «If I Can’t Have You Then Nobody Can»
5. «Katherine Hit Me»
6. «Backwards on My Face»
7. «Feeling Kind of Anxious»
8. «Feel the Envy»

## Участники записи
- Алекс Капранос (Alex Kapranos) — вокал, гитара
- Ник Маккарти (Nick McCarthy) — ритм-гитара, клавишные, бэк-вокал
- Боб Харди[англ.] (Robert Hardy) — бас-гитара
- Пол Томсон (Paul Thomson) — ударные, бэк-вокал